# 2020-as női sakkvilágbajnokság
A 2020-as női sakkvilágbajnokság Sanghajban és Vlagyivosztokban kerül megrendezésre 2020. január 5–24. között. A világbajnoki döntő 12 játszmás páros mérkőzés formájában zajlik a 2018. novemberben kieséses rendszerben lebonyolított női sakkvilágbajnokság győztese, a regnáló világbajnok Csü Ven-csün, valamint a világbajnokjelöltek versenyének győztese, az orosz Alekszandra Gorjacskina között. A női sakkvilágbajnokságok történetében először döntöttek a kihívó személyéről a világbajnokjelöltek versenyének közbeiktatásával. A világbajnoki döntő díjalapja 500 000 euró, amely az eddigi legmagasabb díjalap a női sakkvilágbajnoki döntők történetében.
A mérkőzés 12 játszma után 6–6 arányú döntetlennel ért véget, a világbajnoki cím sorsáról a rájátszás döntött. A 4 játszmából álló rapid rájátszást Csü Ven-csün 2½–1½ arányban nyerte, ezzel megvédte világbajnoki címét.

## A világbajnokjelöltek versenye
A világbajnokjelöltek versenyét 2019. május 29. – június 17. között kétfordulós körmérkőzés keretében rendezték az oroszországi Kazanyban. A verseny díjalapja 200 000 euró volt, ezzel az eddigi legmagasabb díjazású női körmérkőzéses sakkverseny, egyben minden idők legerősebb mezőnye volt. A győztes 50 000 euró díjazásban részesült.
A részt vevő nyolc versenyző közül a győztes szerzett jogot a regnáló világbajnokkal, Csü Ven-csünnel való megmérkőzésre a világbajnoki címért. A győzelmet némi meglepetésre a Hou Ji-fan távolmaradása miatt tartalékként beugró, a mezőny legfiatalabb résztvevője, a kétszeres junior világbajnok orosz Alekszandra Gorjacskina szerezte meg nagy fölénnyel, másfél pont előnnyel a második helyezett Anna Muzicsuk előtt. Teljesítményével 27-tel növelte Élő-pontjainak számát, és a világranglista 3. helyére ugrott.

### A világbajnokjelölti verseny résztvevői
A nyolc résztvevőből hárman az előző világbajnokság elődöntősei, az öt további résztvevő a 2018. évi átlagos Élő-pontszáma alapján szerzett kvalifikációt.
A legmagasabb Élő-pontszámmal rendelkező női versenyző, a kínai Hou Ji-fan lemondta a részvételt, mivel az időközben Oxfordban megkezdett tanulmányaira koncentrál. Helyette az első tartalék, Alekszandra Gorjacskina indulhatott a versenyen. A világranglista 6. helyezettje, az indiai Kónéru Hanpi a 2018. évi átlag-Élő-pontszámok tekintetében nem jöhetett számításba, mert 2018. októberig inaktív volt.
A világbajnokjelöltek mezőnyében három korábbi világbajnok is szerepelt. Alekszandra Kosztyenyuk 2008–2010-ben, Marija Muzicsuk 2015–2016-ban, Tan Csung-ji 2017–2018-ban birtokolta a címet.
| Kvalifikáció | Versenyző               | Ország      | Élő-p. (2019. 05.) | Világ- ranglista- helyezés |
| --- | ----------------------- | ----------- | ------------------ | -------------------------- |
| A 2018-as női sakkvilágbajnokság döntőse | Jekatyerina Lagno       | Oroszország | 2554               | 4.                         |
| A 2018-as női sakkvilágbajnokság két elődöntőse | Marija Muzicsuk         | Ukrajna     | 2563               | 3.                         |
| A 2018-as női sakkvilágbajnokság két elődöntőse | Alekszandra Kosztyenyuk | Oroszország | 2546               | 6.                         |
| Az öt legmagasabb átlagos Élő-pontszámmal rendelkező versenyző a kvalifikációt szerzetteken kívül (a 2018. január és 2018. december közötti 12 hónap átlagos Élő-pontszáma alapján) | Anna Muzicsuk           | Ukrajna     | 2539               | 7.                         |
| Az öt legmagasabb átlagos Élő-pontszámmal rendelkező versenyző a kvalifikációt szerzetteken kívül (a 2018. január és 2018. december közötti 12 hónap átlagos Élő-pontszáma alapján) | Valentyina Gunyina      | Oroszország | 2506               | 13.                        |
| Az öt legmagasabb átlagos Élő-pontszámmal rendelkező versenyző a kvalifikációt szerzetteken kívül (a 2018. január és 2018. december közötti 12 hónap átlagos Élő-pontszáma alapján) | Nana Dzagnidze          | Grúzia      | 2510               | 11.                        |
| Az öt legmagasabb átlagos Élő-pontszámmal rendelkező versenyző a kvalifikációt szerzetteken kívül (a 2018. január és 2018. december közötti 12 hónap átlagos Élő-pontszáma alapján) | Tan Csung-ji            | Kína        | 2513               | 10.                        |
| Az öt legmagasabb átlagos Élő-pontszámmal rendelkező versenyző a kvalifikációt szerzetteken kívül (a 2018. január és 2018. december közötti 12 hónap átlagos Élő-pontszáma alapján) | Alekszandra Gorjacskina | Oroszország | 2522               | 9.                         |

| H.[7] | Versenyző                     | Élő-p. 2019-05[8] | 1 | 1 | 2 | 2 | 3 | 3 | 4 | 4 | 5 | 5 | 6 | 6 | 7 | 7 | 8 | 8 | Pont | Holtv.eld.[9] | Holtv.eld.[9] | Előrehaladási táblázat (fordulók) | Előrehaladási táblázat (fordulók) | Előrehaladási táblázat (fordulók) | Előrehaladási táblázat (fordulók) | Előrehaladási táblázat (fordulók) | Előrehaladási táblázat (fordulók) | Előrehaladási táblázat (fordulók) | Előrehaladási táblázat (fordulók) | Előrehaladási táblázat (fordulók) | Előrehaladási táblázat (fordulók) | Előrehaladási táblázat (fordulók) | Előrehaladási táblázat (fordulók) | Előrehaladási táblázat (fordulók) | Előrehaladási táblázat (fordulók) | Hely. |
| H.[7] | Versenyző                     | Élő-p. 2019-05[8] | 1 | 1 | 2 | 2 | 3 | 3 | 4 | 4 | 5 | 5 | 6 | 6 | 7 | 7 | 8 | 8 | Pont | Ee.[10]       | Ny.[11]       | 1                                 | 2                                 | 3                                 | 4                                 | 5                                 | 6                                 | 7                                 | 8                                 | 9                                 | 10                                | 11                                | 12                                | 13                                | 14                                | Hely. |
| ----- | ----------------------------- | ----------------- | - | - | - | - | - | - | - | - | - | - | - | - | - | - | - | - | ---- | ------------- | ------------- | --------------------------------- | --------------------------------- | --------------------------------- | --------------------------------- | --------------------------------- | --------------------------------- | --------------------------------- | --------------------------------- | --------------------------------- | --------------------------------- | --------------------------------- | --------------------------------- | --------------------------------- | --------------------------------- | ----- |
| 1.    | Valentyina Gunyina (RUS)      | 2506              |   |   | 1 | 0 | 0 | 0 | ½ | ½ | 0 | 1 | ½ | 1 | 0 | 0 | 1 | 0 | 5½   |               |               | ½                                 | ½                                 | 1½                                | 1½                                | 2                                 | 2                                 | 3                                 | 3½                                | 3½                                | 3½                                | 4½                                | 5½                                | 5½                                | 5½                                | 8.    |
| 2.    | Alekszandra Kosztyenyuk (RUS) | 2546              | 0 | 1 |   |   | ½ | 0 | ½ | ½ | 1 | 0 | 0 | 1 | ½ | ½ | ½ | 0 | 6    |               |               | ½                                 | 1                                 | 1                                 | 1½                                | 2½                                | 2½                                | 3                                 | 3                                 | 3½                                | 4½                                | 4½                                | 4½                                | 5½                                | 6                                 | 7.    |
| 3.    | Alekszandra Gorjacskina (RUS) | 2522              | 1 | 1 | ½ | 1 |   |   | 1 | ½ | 1 | ½ | ½ | 0 | ½ | ½ | 1 | ½ | 9½   |               |               | ½                                 | 1½                                | 2½                                | 3                                 | 4                                 | 5                                 | 5½                                | 6½                                | 7½                                | 8                                 | 8½                                | 9                                 | 9½                                | 9½                                | 1.    |
| 4.    | Jekatyerina Lagno (RUS)       | 2554              | ½ | ½ | ½ | ½ | 0 | ½ |   |   | ½ | ½ | 1 | ½ | ½ | 0 | 1 | ½ | 7    | 1½            |               | ½                                 | 1                                 | 1                                 | 2                                 | 2½                                | 3½                                | 4                                 | 4½                                | 5                                 | 5½                                | 6                                 | 6                                 | 6½                                | 7                                 | 3.    |
| 5.    | Nana Dzagnidze (GEO)          | 2510              | 1 | 0 | 0 | 1 | 0 | ½ | ½ | ½ |   |   | 1 | ½ | 1 | 0 | ½ | 0 | 6½   | 1½            |               | ½                                 | 1½                                | 2½                                | 3½                                | 3½                                | 3½                                | 4                                 | 4                                 | 4                                 | 4½                                | 4½                                | 5½                                | 6                                 | 6½                                | 5.    |
| 6.    | Marija Muzicsuk (UKR)         | 2563              | ½ | 0 | 1 | 0 | ½ | 1 | 0 | ½ | 0 | ½ |   |   | ½ | ½ | ½ | 1 | 6½   | ½             |               | ½                                 | 1                                 | 1                                 | 1                                 | 1½                                | 2½                                | 3                                 | 3½                                | 4½                                | 5                                 | 5½                                | 5½                                | 5½                                | 6½                                | 6.    |
| 7.    | Anna Muzicsuk (UKR)           | 2539              | 1 | 1 | ½ | ½ | ½ | ½ | ½ | 1 | 0 | 1 | ½ | ½ |   |   | 0 | ½ | 8    |               |               | ½                                 | ½                                 | ½                                 | 1                                 | 1½                                | 2½                                | 3                                 | 3½                                | 4½                                | 5                                 | 5½                                | 6½                                | 7½                                | 8                                 | 2.    |
| 8.    | Tan Csung-ji (CHN)            | 2513              | 0 | 1 | ½ | 1 | 0 | ½ | 0 | ½ | ½ | 1 | ½ | 0 | 1 | ½ |   |   | 7    | ½             |               | ½                                 | 1                                 | 2                                 | 2½                                | 2½                                | 2½                                | 2½                                | 3½                                | 3½                                | 4                                 | 5                                 | 5½                                | 6                                 | 7                                 | 4.    |
Jelmagyarázat: A győzelem 1, a döntetlen ½, a vereség 0 ponttal jelölve.

## A világbajnoki döntő

### Egymás elleni eredmények
A világbajnoki döntőt játszó két versenyző, Csü Ven-csün és Alekszandra Gorjacskina mindössze egy alkalommal mérkőztek klasszikus időbeosztású játszmában, 2019-ben a Szkolkovóban rendezett Grand Prix tornán, amely döntetlenül végződött. Ezen a tornán holtversenyben a 2–3. helyen végeztek. A rapid- és a villámjátszmák tekintetében azonban Csü Ven-csün előnye szembetűnő, három alkalommal győzött és 3 alkalommal végeztek döntetlenül.

### A mérkőzés menete
A sorsolásra január 4-én, az 1. fordulóra január 5-én került sor. Az első hat játszmát Sanghajban, a második hatot Vlagyivosztokban játsszák. A hatodik játszmát követően színt cserélnek. Két fordulónként kapnak pihenőnapot, illetve a 6. játszma után három pihenőnapjuk lesz a versenyzőknek. Ha a 12. játszma után az eredmény 6–6, akkor a rájátszásra január 24-én kerül sor.
| Sanghaj       | január 4.     | Megnyitó ünnepség, sorsolás     |
| Sanghaj       | január 5-6.   | 1-2. játszma                    |
| Sanghaj       | január 8-9.   | 3-4. játszma                    |
| Sanghaj       | január 11-12  | 5-6. játszma                    |
| Vlagyivosztok | január 15.    | Megnyitó ünnepség               |
| Vlagyivosztok | január 16-17. | 7-8. játszma                    |
| Vlagyivosztok | január 19-20. | 9-10. játszma                   |
| Vlagyivosztok | január 22-23. | 11-12. játszma                  |
| Vlagyivosztok | január 24.    | Rájátszások és eredményhirdetés |

### A díjalap
A döntő 500 ezer eurós díjalapjából a győztes 60 százalékot kap, amennyiben a cím sorsa rájátszásban dől el, akkor 55:45 százalékos arányban részesülnek. A játszmákban az első 40 lépésre 90-90 perc a gondolkodási idő, majd a parti befejezéséig 30-30 perc, az első lépéstől kezdve még 30-30 másodperc bónusszal.

### A világbajnoki döntő eredményei
Az alapszakasz 6–6-ra végződött, a négy rapid játékból álló rájátszást Csü Ven-csün 2½-1½ arányban nyerte, ezzel megvédte világbajnoki címét.
| Dátum                | Játszma | Csü Ven-csün 2584 | Alekszandra Gorjacskina 2578 | Mérkőzés állása | Lépésszám | Játszma |
| -------------------- | ------- | ----------------- | ---------------------------- | --------------- | --------- | ------- |
| január 5.            | 1.      | ½                 | ½                            | ½–½             | 97        | E06     |
| január 6.            | 2.      | ½                 | ½                            | 1–1             | 40        | C67     |
| január 8.            | 3.      | ½                 | ½                            | 1½–1½           | 85        | D41     |
| január 9.            | 4.      | 1                 | 0                            | 2½–1½           | 63        | D16     |
| január 11.           | 5.      | 0                 | 1                            | 2½–2½           | 51        | A18     |
| január 12.           | 6.      | ½                 | ½                            | 3–3             | 105       | C67     |
| január 16.           | 7.      | ½                 | ½                            | 3½–3½           | 67        | C65     |
| január 17.           | 8.      | 0                 | 1                            | 3½–4½           | 45        | D36     |
| január 19.           | 9.      | 1                 | 0                            | 4½–4½           | 62        | A06     |
| január 20.           | 10.     | 1                 | 0                            | 5½–4½           | 62        | D35     |
| január 22.           | 11.     | ½                 | ½                            | 6–5             | 40        | C67     |
| január 23.           | 12.     | 0                 | 1                            | 6–6             | 60        | D00     |
| Rájátszás január 24. | R1      | ½                 | ½                            | ½–½             | 67        | A07     |
| Rájátszás január 24. | R2      | ½                 | ½                            | 1–1             | 72        | D35     |
| Rájátszás január 24. | R3      | 1                 | 0                            | 2–1             | 45        | A07     |
| Rájátszás január 24. | R4      | ½                 | ½                            | 2½–1½           | 77        | D35     |